# Иван Михов (футболист)
Иван Михов е български футболист, играещ на поста централен защитник. Играч на Монтана.